# Eugen Schwab
Eugen Schwab (* 5. März 1892 in Stuttgart; † 17. Juli 1965 ebenda) war ein deutscher Bildhauer. Er war mit der Malerin Maria Schwab-Hasse verheiratet.

## Leben und Werk
Eugen Schwab studierte von 1911 bis 1914 an der Kunstgewerbeschule Stuttgart. Von 1918 bis 1926 absolvierte er ein Vertiefungsstudium bei Ludwig Habich an der Kunstakademie Stuttgart. Eugen Schwab führte vorwiegend religiöse Bau- und Freiplastiken aus. Er wirkte als Berater des Hochbauamtes Stuttgart. Eugen Schwab war Jurymitglied des Verbandes Bildender Künstler Württembergs und des Württembergischen Kunstvereines.

## Ausstellungsteilnahmen (Auszug)
- 1926: Stuttgarter Sezession (Drachentöter, Gips).
- 1932: Stuttgarter Sezession (Entwurf für das Portal der Kirche in Klingenstein, Gips).
- 1932: Juryfreie Künstlervereinigung Stuttgart.

## Werke
- Mahnmal auf dem jüdischen Teil des Ebershaldenfriedhofs in Esslingen-Oberesslingen (1947)